# Elena Baltacha
Elena Baltacha (Kiev, 14 de agosto de 1983 - Ipswich, 4 de mayo de 2014) fue una tenista profesional desde 1997, nacionalizada británica.
En su carrera llegó al n° 49 del mundo en 2010, y ganó 11 torneos ITF en individuales y 4 en dobles. También en 2010, Baltacha tuvo victorias sobre las Top 10, incluyendo dos victorias sobre Li Na y una contra Francesca Schiavone. A menudo se comentaba acerca de su juego, que tenía una habilidad natural, pero que le resulta difícil ganar en los momentos decisivos los puntos cruciales de los partidos.
Baltacha falleció a consecuencia de un cáncer hepático el 4 de mayo de 2014, a la edad de 30 años.

## Títulos

### Individuales (0)
| Leyenda               |
| Grand Slam (0)        |
| WTA Championships (0) |
| Premier (0)           |
| International (0)     |

#### Finalista (0)
| Leyenda                    |
| Grand Slam (0)             |
| WTA Tour Championships (0) |
| Premier (0)                |
| International (0)          |

## Torneos deGrand Slam

### Clasificación
| Torneo                                                                       | 2013 | 2012 | 2011 | 2010 | 2009 | 2008 | 2007 | 2006 | 2005 | 2004 | 2003 | 2002 | 2001 | Títulos |
| ---------------------------------------------------------------------------- | ---- | ---- | ---- | ---- | ---- | ---- | ---- | ---- | ---- | ---- | ---- | ---- | ---- | ------- |
| Abierto de Australia                                                         | -    | 1r   | 2r   | 3r   | 2r   | -    | -    | -    | 3r   | -    | 1r   | -    | -    | 0       |
| Roland Garros                                                                | 1r   | 1r   | 2r   | 1r   | -    | -    | -    | -    | -    | -    | -    | -    | -    | 0       |
| Wimbledon                                                                    | 1r   | 2r   | 2r   | 1r   | 2r   | 2r   | 1r   | -    | 1r   | 2r   | 1r   | 3r   | 1r   | 0       |
| Abierto de Estados Unidos                                                    | -    | -    | 2r   | 2r   | -    | -    | -    | -    | -    | -    | -    | -    | -    | 0       |
| Leyenda: G:Torneo ganado; F:Finalista; SF:Semifinalista; CF:Cuartos de final |      |      |      |      |      |      |      |      |      |      |      |      |      |         |